# Конвой PQ 1
Конвой PQ 1 (англ. Convoy PQ 1) — другий арктичний конвой транспортних суден союзників у кількості 11 одиниць, з постачання північним шляхом матеріалів Радянському Союзу в його боротьбі з нацистською Німеччиною. Цей конвой складався з 11 торгових кораблів, завантажених сировиною, 20 танками та 193 розібраними винищувачами «Харрікейн». Префікс коду PQ був обраний з ініціалів командора Філіпа Келліна Робертса (англ. Phillip Quellyn Roberts), оперативного офіцера Адміралтейства, що організовував конвой.
29 вересня 1941 року конвой відплив із Хваль-фіорда в Ісландії і прибув до Архангельська 11 жовтня 1941 року, не втративши жодного судна чи корабля ескорту. 

## Кораблі та судна конвою PQ 1

### Транспортні судна
Позначення
| Назва                   | Прапор                       | Тоннаж (GRT) | Прим.                      |
| ----------------------- | ---------------------------- | ------------ | -------------------------- |
| Atlantic (1939)         | Велика Британія              | 5 414        | Судно командира конвою     |
| RFA Black Ranger (1941) | Королівський допоміжний флот | 3 417        | танкер-заправник           |
| Blairnevis (1930)       | Велика Британія              | 4 155        |                            |
| Capira (1920)           | Панама                       | 5 625        |                            |
| Ельна II (1903)         | СРСР                         | 3 221        |                            |
| Gemstone (1938)         | Велика Британія              | 4 986        |                            |
| Harmonic (1930)         | Велика Британія              | 4 558        |                            |
| Lorca (1931)            | Велика Британія              | 4 875        |                            |
| North King (1903)       | Панама                       | 4 934        | Судно віцекомандора конвою |
| River Afton (1935)      | Велика Британія              | 5 479        |                            |
| Ville D'Anvers (1920)   | Бельгія                      | 7 462        |                            |

### Кораблі ескорту
| Кораблі безпосереднього ескорту                       |                                         |                                    |                      |
| «Антілоуп»                                            | Військово-морські сили Великої Британії | ескадрений міноносець типу «A»     | 29 вересня-11 жовтня |
| «Ентоні»                                              | Військово-морські сили Великої Британії | ескадрений міноносець типу «A»     | 29 вересня-11 жовтня |
| «Брітомарт»                                           | Військово-морські сили Великої Британії | тральщик типу «Гальсіон»           | 29 вересня-11 жовтня |
| «Ескапада»                                            | Військово-морські сили Великої Британії | Ескадрений міноносець типу «E»     | 2-11 жовтня          |
| «Харрієр»                                             | Військово-морські сили Великої Британії | тральщик типу «Гальсіон»           | 10-11 жовтня         |
| «Гусар»                                               | Військово-морські сили Великої Британії | тральщик типу «Гальсіон»           | 29 вересня-11 жовтня |
| «Імпалсів»                                            | Військово-морські сили Великої Британії | ескадрений міноносець типу «I»     | 29 вересня-11 жовтня |
| «Леда»                                                | Військово-морські сили Великої Британії | тральщик типу «Гальсіон»           | 29 вересня-11 жовтня |
| «Саффолк»                                             | Військово-морські сили Великої Британії | важкий крейсер типу «Каунті»       | 29 вересня-11 жовтня |
| Група Північного флоту СРСР, що супроводжувала конвой |                                         |                                    |                      |
| «Куйбишев»                                            | Військово-морський флот СРСР            | Ескадрений міноносець типу «Новик» |                      |
| «Урицький»                                            | Військово-морський флот СРСР            | Ескадрений міноносець типу «Орфей» |                      |